# Changyŏn-gun
Changyŏn-gun (koreanska: 장연군) är en kommun i Nordkorea.   Den ligger i provinsen Södra Hwanghae, i den sydvästra delen av landet, 100 km sydväst om huvudstaden Pyongyang.